# ماريو لاماس
ماريو لاماس (بالإسبانية: Mario Llamas)‏ مواليد 30 مارس 1928 في مدينة مكسيكو - الوفاة 17 يونيو 2014 في المكسيك، كان لاعب كرة مضرب مكسيكي. مثل الفريق المكسيكي في كأس ديفيس حيث ظهر 21 مرة.

## الميداليات
| الميدالية | المسابقة                    |
| --------- | --------------------------- |
| ذهبية     | دورة الألعاب الأمريكية 1955 |
| فضية      | دورة الألعاب الأمريكية 1963 |

## روابط خارجية
- ماريو لاماس على موقع رابطة محترفي التنس (الإنجليزية)
- ماريو لاماس على موقع الاتحاد الدولي لكرة المضرب (الإنجليزية)
- ماريو لاماس على موقع كأس ديفيز (الإنجليزية)
- ماريو لاماس على موقع بطولة ويمبلدون (الإنجليزية)
- ماريو لاماس على موقع خلاصة التنس.كوم (الإنجليزية)